# Stephan Loboué
Stephan Loboué (ur. 23 sierpnia 1981 roku w Pforzheim) - iworyjski piłkarz, grający na pozycji bramkarza w zespole SSV Jahn Regensburg.